# دوایزز
latitudeدوایززlongitudeدوایزز
دوایزز (به انگلیسی: Devizes) یک شهرک در بریتانیا است که در انگلستان واقع شده‌است.

## خصوصیات
دوایزز ۱۱٬۲۹۶ نفر جمعیت دارد.

## خواهرخوانده
شهرهای وایبلینگن و ایسی خواهرخوانده‌های دوایزز هستند.